# تازة خورماتو
تازة خورماتو أو تازة مدينة عراقية وناحية تقع جنوب مدينة كركوك في محافظة كركوك وتبعد عنها 10كم يبلغ عدد سكانها نحو 45 ألف نسمة ينتمون للقومية التركمانية وقد تعرضت الناحية في عام 2015 إلى هجوم كيمياوي من قبل تنظيم داعش.
معنى (تازة خورماتو)
تازة تعني الجديد باللغة التركية، ويرجح البعض أن أصل تسمية هذه المنطقة بهذا الاسم نسبة إلى أشجار التوت التي كانت تنتشر فيها قديماً، فمعنى كلمة خورماتو في اللغة الكردية التمر، وتو التوت، والمقصود التوت الكبير، أو التوت بحجم حبة التمر وهذا ما كان يُميز أشجار التوت في المنطقة.

## أصل التسمية
تازة خورماتو، مركبة من كلمتين. “تازة” تعني الجديد باللغة التركية. هناك اختلاف في أصل الاسم (خورماتو)، قيل إن أصل التسمية (خورما-تي) أو (خورماتو) مشتقة من كلمتي (خورما، كلمة كردية تعني التمر) و (تو) وهي كلمة كردية أيضا وتعني (التوت) فيكون المعنى الإجمالي، التوت بحجم التمر لكبر حجمه، حيث من يلاحظ أشجار التوت من بساتين المدينة التي لم يبق منها الشيء الكثير تثمر توتا بهذا الحجم، وفريق آخر يعتقدون أن الاسم إنما يتكون من اسم تركي «دوز-خورماتو» تعني الملح والتمر، ويعزون ذلك إلى اشتهار المدينة سابقا بهذه المنتجات الثلاثة. إضافة إلى ذلك، وهنالك رأي آخر يعتقد أن أصل التسمية آشوري قديم، حيث كانت المدينة قديما تحمل اسم (خير متي) فحُرّف وصحف إلى (خورماتو وخورماتي)، وأضيفت إليه (طوز أو دوز) بعد اكتشاف الملح فيها لاحقا، فيكون المعنى الإجمالي (ملح خير متي) أو (قلعة خير متي).

## الجغرافيا والسكان

### الجغرافيا والتضاريس
مساحتها الكلية 540/115 ألف دونم وتقع إلى الجنوب الشرقي من مدينة كركوك على مسافة 20 كم ومرتبطة إداريا بمركز قضاء كركوك وتحدها من الشرق ناحية ليلان ومن الجنوب الغربي ناحية الرشاد ومن الشمال الغربي ناحية يايجي ومن الجنوب قضاء داقوق تمر من تازة الطريق الرئيس كركوك بغداد. بالناحية حوالي عشرين قرية من القوميتين العربية والتركمانية وأشهر قراها (قرية بيشير) وقرية (جرداغلو).

يمر من ناحية تازة خورماتو نهران:
1- نهر الخاصة صو: يقع إلى الغرب من تازة خورماتو.
2- نهر كور دره: يقسم مركز ناحية تازة إلى قسمين تازة القديمة وتازة الجديدة وعليه سبعة جسور تربط جانبي الناحية.

### السكان
تسكن تازة خورماتو غالبية تركمانية، وأكثرية سكان القرى التابعة لها من القومية التركمانية. من أشهر القبائل والعشائر التركمانية الساكنة في تازة هي:
{{قائمة أعمدة|عدد الأعمدة=3|الأعمدة=
- حسكلي
- مرادلي
- قره صقالو
- قره ناز
- صفوكلر
- بيات
- نجارلر(بني عز)
- ده نده ن
- أورج لي
- صالحي
- موالي
- شبلة
- اغللر
- إمامي
- بوياغجي
- فتخان
- بكلر
- سيدلر
- مجاولر
- ونداوي
- بابا
- قار ياغدي
- صوفي
- دركزلي
- ينكجه لي
- قحواجي
- البياتي
- رحملي

## اقتصاد المنطقة
تعتبر من المناطق المشهورة في محافظة كركوك لكثرة المصطافين وخصوصاً في فصل الربيع حيث تصبح المنطقة جميلة بخضرتها وأشجارها وحدائقها الكثيرة. ولجمالها وكثرة أشجار النخيل والزيتون والكروم وحدائقها العامة سميت بالأرض الخضراء وحديقة كركوك.

تعتمد تازة في اقتصادها على الزراعة وتربية الحيوانات والتجارة.

## تاريخ تازة خورماتو
توجد في تازة بعض المواقع الأثرية أهمها “تل تازة الشهيرة (قلا)” قرب السوق و“التلال الثلاث (اوج تبة)”، حيث لم يتمكن الباحثون إلى يومنا هذا من تحديد أصولها ولكنهم يرجحون بأنها تعود إلى العصرين الآشوري والإسلامي وقسم منها يعود إلى الفترة الصفوية كما إن هنالك إشارات لوجود ببعض الآثار القديمة تعود إلى الوجود الأورخوني.

ناحية تازة خورماتو كانت قرية تسمى سابقاً “خورماتو جيك“ أو “خورماتو جوك” أي كثير التمر، وأن ابن تيمورلنك عمر شيخ بهادر قد توقف في هذه القرية بمنطقة التلال الثلاثة في كانون الثاني سنة 1394 (قرب محطة توليد كهرباء تازة الحالي) واتخذ المكان معسكراً له بطريقه إلى بغداد للالتحاق بوالده، وذات يوم خرج للتنزه فأصابه سهم من أحد صيادي المنطقة عن طريق الخطأ أدت إلى وفاته وتملك الغضب حاشية القائد شيخ بهادر حيث أقدموا على قتل أهلها وهدم القرية انتقاماً لقائدهم وقد فرَّ من هذه الفاجعة عدد قليل من الأهالي.

في رواية أن التاريخ القديم للناحية يرجع إلى فترة عهد الدولة الأيلخانية عام 656 هـ ـ 1258 م، ولكنها عمرت وتطورت في عهد الدولة قرة قوينلي عام 814 هـ ـ 1411 م ومنذ ذلك التاريخ سكنها القبائل التركمانية العريقة منهم عشائر الأوغوز والأزرية. كانت تازة خورماتو في عام 1548 م مؤلفة من 103 منزلا و 20 عازبا وكانت فيها طاحونة ومصبغة وورشة نسيج.

استحدثت ناحية تازة سنة 1960 ضمن المرسوم الجمهوري العراقي المرقم 635 في 26/10/1960، ولكنها تفتقر إلى بعض الخدمات والمرافق الحيوية. كما تعرضت تازة خورماتو بعهد صدام حسين إلى الظلم والقمع والاضطهاد بدأت من 1980 م بإعدام وسجن وملاحقة مجموعة كبيرة من خيرة شباب تازة واستمرت هذه الممارسات القمعية بعد الانتفاضة الشعبانية حتى عام 2003 م لأسباب طائفية وقومية.
وبعد سقوط نظام صدام تعرضت تازة خورماتو بتاريخ 20/6/2009 م إلى فاجعة كبرى إثر تفجير انتحاري بشاحنة مفخخة قرب جامع وحسينية الرسول الأعظم (ص) في محلة عاشور أدت إلى استشهاد 89 وجرح 200 شخصا أغلبهم من النساء والأطفال وهدم المنطقة بالكامل. تم دفن الشهداء بمقبرة جماعية سميت بمقبرة شهداء الولاية.

## الأوقاف والدوائر الحكومية

### الأوقاف
- جامع الثقلين (تازة القديم سابقا).
- جامع وحسينية الرسول الأعظم {ص}.
- جامع الإمام محمد الباقر (ع).
- جامع تازة الكبير.
- حسينية الزهراء (ع).
- حسينية الإمام المهدي(عج).
- حسينية علي الأكبر.
- تكية ومقام الحاج خنكار بكتاش ولي.
- جامع وحسينية الامام علي (ع).
- جامع الأمام محمد الجواد (ع)
- جامع الأمام الرضا (ع)
- جامع باب الحواىج موسى بن جعفر (ع).

### الدوائر الحكومية
في الناحية عدد من الدوائر الرسمية والحكومية منها مديرية ناحية تازة، مجلس ناحية تازة، مديرية بلدية تازة، دوائر الماء، الكهرباء، أحوال المدنية، الزراعة، البيطرة، جمعية الفلاحية، مركز الشرطة، مركز الدفاع المدني، مكتب للمعلومات، منتدى للأنشطة الشبابية، منتدى الثقافي، معمل الذرة الصفراء، محطة إسالة الماء بقرب مشروع ري كركوك، ومحطات لتعبئة الوقود، رياض للأطفال، ومدارس ابتدائية ومتوسطة وثانوية، مديرية نقل الطاقة الكهربائية، محطة توليد الغازي، محكمة تازة العليا، مديرية السيطرة الشمالية، مستوصف تازة الصحي، ملاحظية تسجيل العقاري .

## وصلات خارجية
- كركوك: وهويتها القومية والثقافية - د. ماهر النقيب